# Ginaf Rally Power

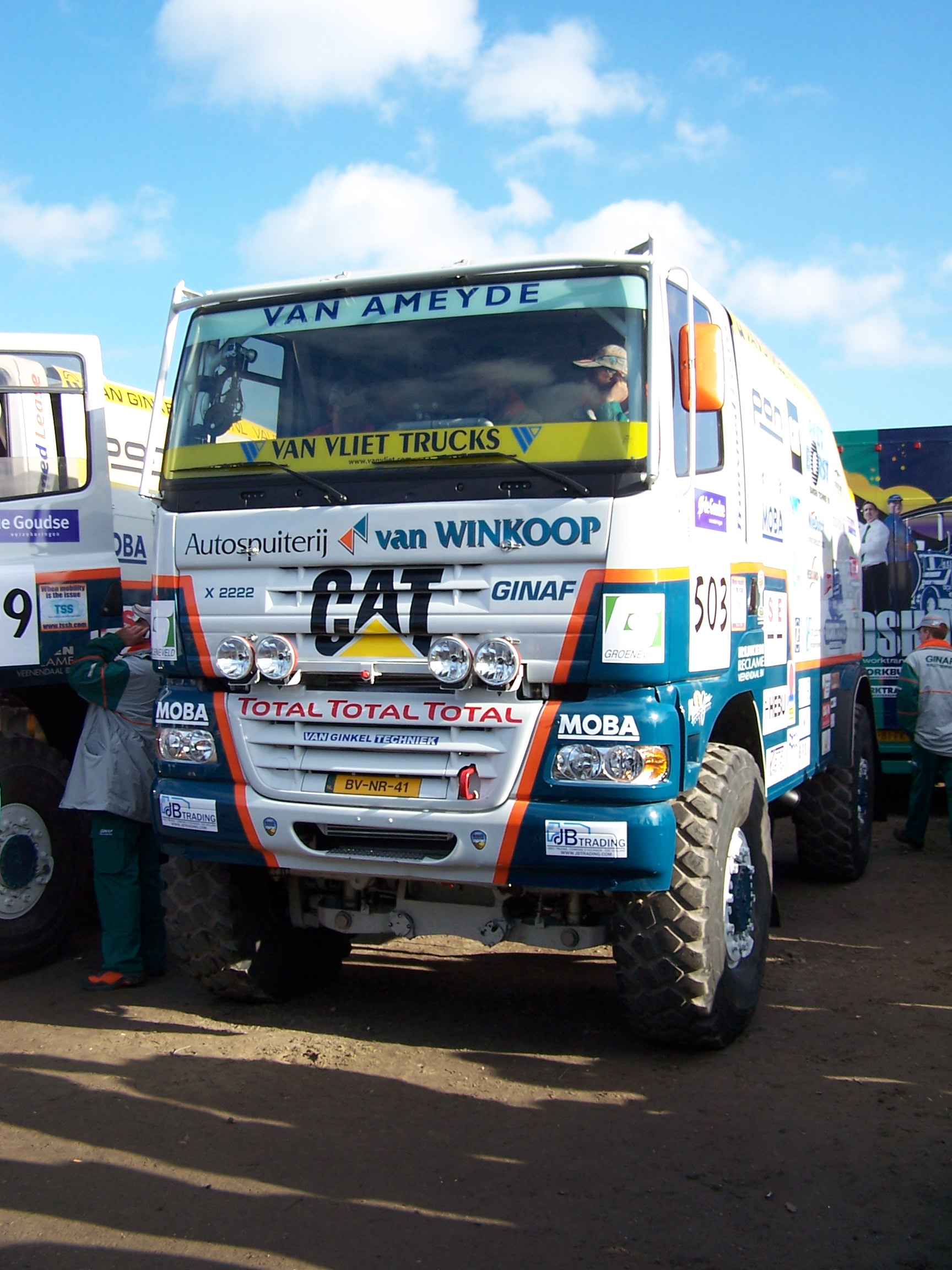

GINAF Rally Power was een truckrallyteam, dat deelnam aan rally-raids. De Stichting GINAF Rally Power werd opgericht op 10 januari 2003. De eerste Dakar werd een jaar later, in januari 2004, verreden.
In de Dakar 2007 werd het team opgesplitst in GINAF Rally Power en GINAF Rally Service. 
De GINAF Rally Service verzorgde de service en technische ondersteuning voor de trucks van GINAF Rally Power en diverse klantenteams, zoals Dakarsport.com, JB Trading, Vink Rally Sport en van den Brink Rallysport.
In maart 2017 besloot Ginaf Rally Power zich terug te trekken uit de rallysport en alle sportieve activiteiten te beëindigen.

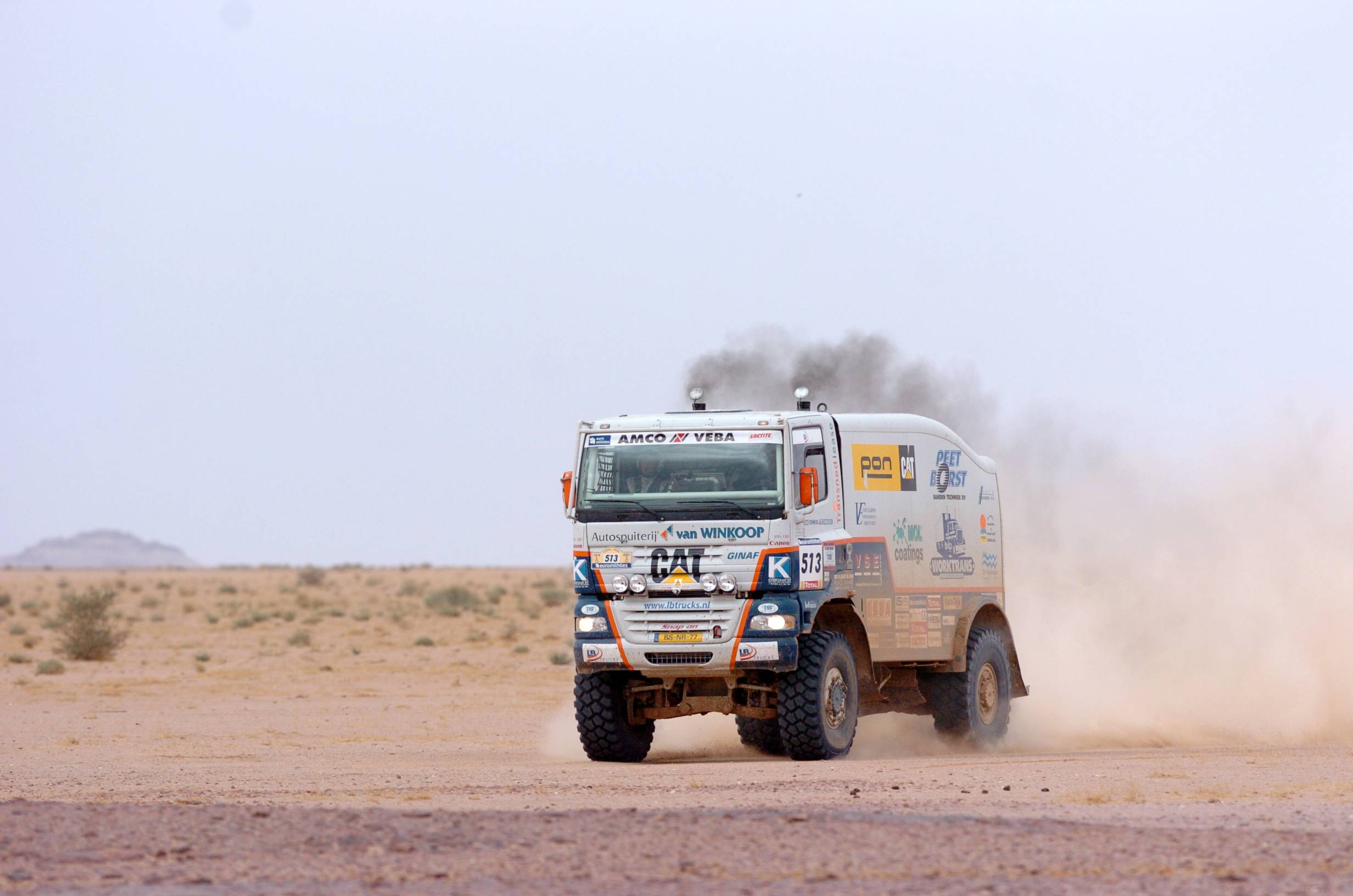
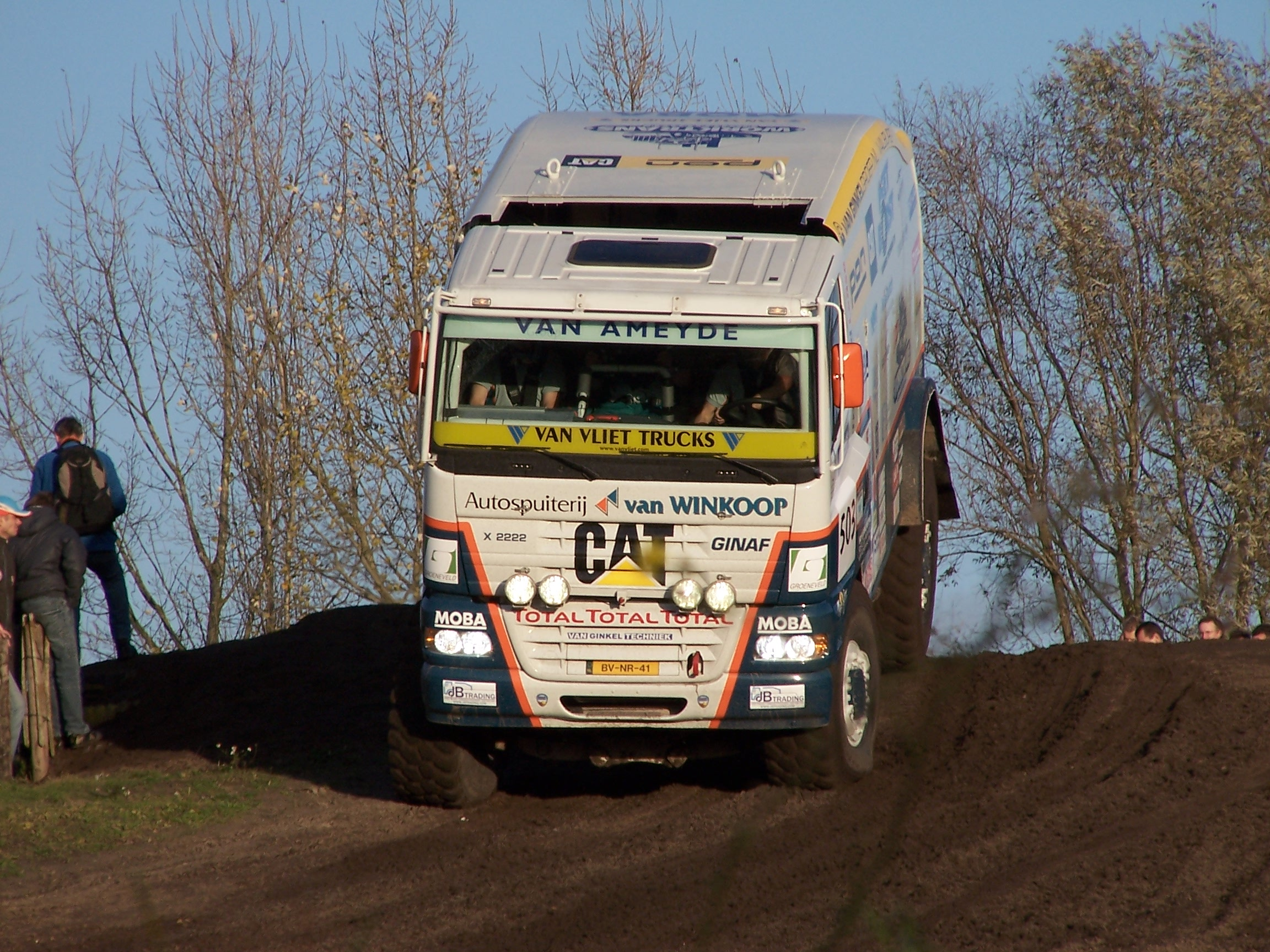
Wuf van Ginkel
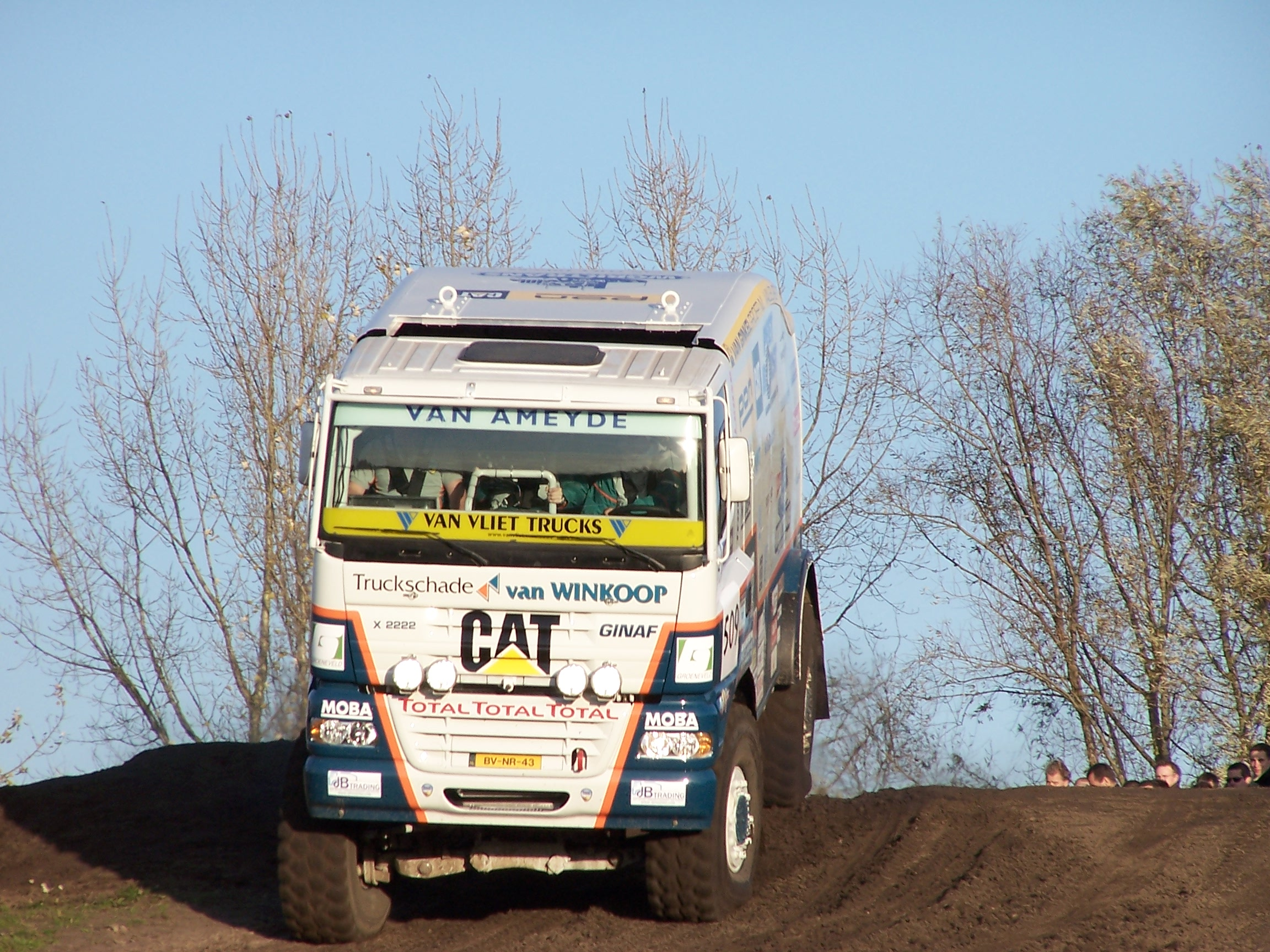
Marcel van Vliet
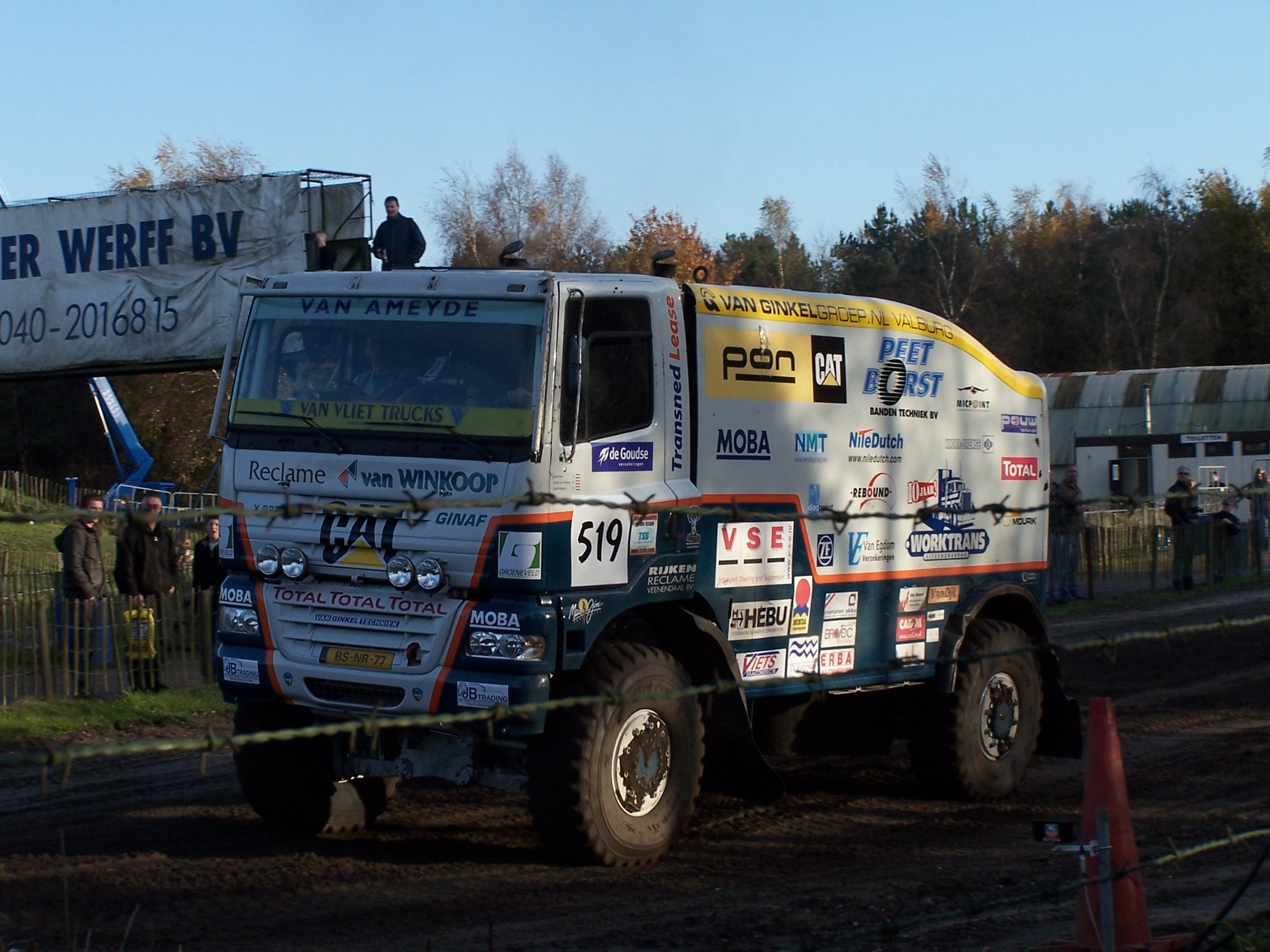
Anne Kies

## Palmares GINAF Rally Power aanRally-Raids
| Jaar                                                                  | Naam Rally / Route                                 | Startnummer           | Team                                    | Merk/Type                      | Positie Trucks Overall                 | Totale Rijtijd Start/Finish(Afstand Totaal/Special) |
| --------------------------------------------------------------------- | -------------------------------------------------- | --------------------- | --------------------------------------- | ------------------------------ | -------------------------------------- | --------------------------------------------------- |
| 2004                                                                  | Le Dakar Clermont-Ferrand - Dakar                  | 459                   | Team Wuf van Ginkel                     | Ginaf X2222 4x4 wedstrijdtruck | 36e plaats                             | h'"(9505,5/3645,5)                                  |
| 2005                                                                  | Le Dakar Barcelona - Dakar                         | 564                   | Team Wuf van Ginkel                     | Ginaf X2222 4x4 wedstrijdtruck | uitgevallen in etappe 12               | 00h00'00"(9039/5433)                                |
| 2007                                                                  | Le Dakar Lissabon - Dakar                          | 513                   | Team Wuf van Ginkel                     | Ginaf X2222 4x4 wedstrijdtruck | 4e plaats                              | 58h54'15"(7915/4309)                                |
| 530                                                                   | Le Dakar Lissabon - Dakar                          | Team Arjan Brouwer    | Ginaf X2222 4x4 wedstrijdtruck          | 8e plaats                      | 62h30'31"(7915/4309)                   |                                                     |
| 531                                                                   | Le Dakar Lissabon - Dakar                          | Team Frits Kiggen     | Ginaf X2222 4x4 snelle assistentietruck | uitgevallen in etappe 9        | 00h00'00"(7915/4309)                   |                                                     |
| 2008                                                                  | Le Dakar Lissabon - Dakar                          | 603                   | Team Wuf van Ginkel                     | Ginaf X2222 4x4 wedstrijdtruck | rally afgelast vanwege terreurdreiging | 00h00'00"(9273/5736)                                |
| 609                                                                   | Le Dakar Lissabon - Dakar                          | Team Marcel van Vliet | Ginaf X2222 4x4 wedstrijdtruck          |                                |                                        |                                                     |
| 621                                                                   | Le Dakar Lissabon - Dakar                          | Team Anne Kies        | Ginaf X2222 4x4 snelle assistentietruck |                                |                                        |                                                     |
| Central Europe Rally(Dakar Series) Boedapest- Baia Mare- Balatonfüred | 402                                                | Team Wuf van Ginkel   | Ginaf X2222 4x4 wedstrijdtruck          | 2e plaats                      | 12h17'03"(2671/1092)                   |                                                     |
| Central Europe Rally(Dakar Series) Boedapest- Baia Mare- Balatonfüred | 408                                                | Team Marcel van Vliet | Ginaf X2222 4x4 wedstrijdtruck          | 20e plaats                     | 15h35'01"(2671/1092)                   |                                                     |
| Central Europe Rally(Dakar Series) Boedapest- Baia Mare- Balatonfüred | 412                                                | Team Anne Kies        | Ginaf X2222 4x4 snelle assistentietruck | 13e plaats                     | 14h02'52"(2671/1092)                   |                                                     |
| 2009                                                                  | Le Dakar Buenos Aires - Valparaíso - Buenos Aires  | 503                   | Team Wuf van Ginkel                     | Ginaf X2222 4x4 wedstrijdtruck | 8e plaats                              | 66h04'33"(9574/5652)                                |
| 509                                                                   | Le Dakar Buenos Aires - Valparaíso - Buenos Aires  | Team Marcel van Vliet | Ginaf X2222 4x4 wedstrijdtruck          | 11e plaats                     | 71h07'56"(9574/5652)                   |                                                     |
| 519                                                                   | Le Dakar Buenos Aires - Valparaíso - Buenos Aires  | Team Anne Kies        | Ginaf X2222 4x4 snelle assistentietruck | 18e plaats                     | 89h26'28"(9574/5652)                   |                                                     |
| 2010                                                                  | Le Dakar Buenos Aires - Antofagasta - Buenos Aires | 503                   | Team Wuf van Ginkel                     | Ginaf X2222 4x4 wedstrijdtruck | 6e plaats                              | 70h34'03"(9030/4810)                                |
| 508                                                                   | Le Dakar Buenos Aires - Antofagasta - Buenos Aires | Team Marcel van Vliet | Ginaf X2222 4x4 wedstrijdtruck          | 3e plaats                      | 65h48'07"(9030/4810)                   |                                                     |
| 2011                                                                  | Le Dakar Buenos Aires - Arica - Buenos Aires       | 505                   | Team Wuf van Ginkel                     | Ginaf X2222 4x4 wedstrijdtruck | uitgevallen in 1e etappe               | 00h00'00"(8697/4222)                                |
| 521                                                                   | Le Dakar Buenos Aires - Arica - Buenos Aires       | Team Jan Lammers      | Ginaf X2222 4x4 wedstrijdtruck          | 19e plaats                     | 122h14'22"(8697/4222)                  |                                                     |
| Silk Way Rally(Dakar Series) Moskou - Sotsji                          | 304                                                | Team Wuf van Ginkel   | Ginaf X2222 4x4 wedstrijdtruck          | 7e plaats                      | 10h36'10"(3983/2450)                   |                                                     |
| 2012                                                                  | Le Dakar Mar del Plata - Copiapó - Lima            | 506                   | Team Wuf van Ginkel                     | Ginaf X2222 4x4 wedstrijdtruck | 19e plaats                             | 65h50'14"(8333/4151)                                |
| 2014                                                                  | Le Dakar Rosario - Salta / Uyuni - Valparaíso      | 511                   | Team Wuf van Ginkel                     | Ginaf X2222 4x4 wedstrijdtruck |                                        | h'"(9188/5212)                                      |
| 514                                                                   | Le Dakar Rosario - Salta / Uyuni - Valparaíso      | Team Jos Smink        | Ginaf X2222 4x4 wedstrijdtruck          | uitgevallen in etappe 7        | 00h00'00"(9188/5212)                   |                                                     |